# Hataraku saibō
Hataraku saibō (jap. はたらく細胞) – manga autorstwa Akane Shimizu. Przedstawia antropomorfizowane komórki ludzkiego ciała, a jej dwóch głównych bohaterów to czerwona i biała krwinka. Rozdziały mangi były publikowane w magazynie Gekkan Shōnen Sirius od stycznia 2015 roku.
Serial anime produkcji David Production będący adaptacją mangi był emitowany od lipca do września 2018 roku. Drugi sezon miał premierę w styczniu 2021 roku.

## Postacie
Erytrocyt / krwinka czerwona (AE3803) (jap. 赤血球 Sekkekkyū)
Seiyū: Kana Hanazawa 
Neutrofil (jap. 好中球 Kōchūkyū) / krwinka biała (U-1146) (jap. 白血球 Hakkekkyū)
Seiyū: Tomoaki Maeno 
Killer T Cell (jap. キラーT細胞 Kirā T saibō)
Seiyū: Daisuke Ono 
Makrofag (jap. マクロファージ Makurofāji) / Monocyt (jap. 単球 Tankyū)
Seiyū: Kikuko Inoue 
Trombocyt (jap. 血小板 Kesshōban)
Seiyū: Maria Naganawa 
Helper T Cell (jap. ヘルパーT細胞 Herupā Tii saibō)
Seiyū: Takahiro Sakurai 
Regulatory T Cell (jap. 制御性T細胞 Seigyosei T saibō)
Seiyū: Saori Hayami 
Naive T Cell (jap. ナイーブT細胞 Naiibu T saibō)
Seiyū: Mutsumi Tamura 
Effector T Cell (jap. エフェクターT細胞 Efekutā T saibō)
Seiyū: Kenji Nomura 
Eozynofil (jap. 好酸球 Kōsankyū)
Seiyū: M.A.O 
Komórka dendrytyczna (jap. 樹状細胞 Jujō saibō)
Seiyū: Nobuhiko Okamoto 
Komórka pamięci (jap. 記憶細胞 Kioku saibō)
Seiyū: Yūichi Nakamura 
Komórka tuczna (jap. マスト細胞 Masuto saibō)
Seiyū: Ayako Kawasumi 
Starsza czerwona krwinka (AA5100) (jap. 先輩赤血球 Senpai Sekkekkyū)
Seiyū: Aya Endō 
Młodsza czerwona krwinka (NT4201) (jap. 先輩赤血球 Kōhai Sekkekkyū)
Seiyū: Yui Ishikawa 
Limfocyt B (jap. B細胞 B saibō)
Seiyū: Shōya Chiba 
Bazofil (jap. 好塩基球 Kōenkikyū)
Seiyū: Tomokazu Sugita 
Komórka NK (jap. NK細胞 NK saibō)
Seiyū: Toa Yukinari 
Komórka nowotworowa (jap. がん細胞 Gan saibō)
Seiyū: Akira Ishida 
Zwykła komórka (jap. がん細胞 Seijō saibō)
Seiyū: Yūsuke Kobayashi 

## Manga
Rozdziały mangi są publikowane w magazynie Gekkan Shōnen Sirius wydawnictwa Kōdansha od 26 stycznia 2015 roku. Od lipca 2015 roku nakładem Kōdanshy ukazują się tomy tej mangi.
| Nr | Data wydania      | ISBN                   |
| -- | ----------------- | ---------------------- |
| 1  | 9 lipca 2015      | ISBN 978-4-06-376560-1 |
| 2  | 20 listopada 2015 | ISBN 978-4-06-376589-2 |
| 3  | 9 czerwca 2016    | ISBN 978-4-06-390633-2 |
| 4  | 30 listopada 2016 | ISBN 978-4-06-390664-6 |
| 5  | 9 sierpnia 2017   | ISBN 978-4-06-390720-9 |
| 6  | 9 lutego 2021     | ISBN 978-4-06-522252-2 |

### Spin-offy
Hataraku saikin
Hataraku saikin (jap. はたらく細菌) to pierwszy spin-off mangi, autorstwa Haruyukiego Yoshidy, publikowany jest w magazynie Nakayoshi od maja 2017 roku. Przedstawia życie dobrych i złych bakterii w jelitach. Ostatni rozdział ukazał się 3 lipca 2020 roku.
| Nr | Data wydania        | ISBN                   |
| -- | ------------------- | ---------------------- |
| 1  | 9 lutego 2018       | ISBN 978-4-06-510910-6 |
| 2  | 9 lipca 2018        | ISBN 978-4-06-512138-2 |
| 3  | 9 października 2018 | ISBN 978-4-06-513423-8 |
| 4  | 8 lutego 2019       | ISBN 978-4-06-514602-6 |
| 5  | 9 lipca 2019        | ISBN 978-4-06-516434-1 |
| 6  | 9 grudnia 2019      | ISBN 978-4-06-518183-6 |
| 7  | 6 sierpnia 2020     | ISBN 978-4-06-520572-3 |

Hatarakanai saibō
Hatarakanai saibō (jap. はたらかない細胞) to drugi spin-off, autorstwa Moe Sugimoto, opowiada o niedojrzałych krwinkach czerwonych (erytroblastach), które nie chcą pracować. Po raz pierwszy został opublikowany we wrześniu 2017 roku w miesięczniku Gekkan Shōnen Sirius.
| Nr | Data wydania    | ISBN                   |
| -- | --------------- | ---------------------- |
| 1  | 9 lipca 2018    | ISBN 978-4-06-511982-2 |
| 2  | 8 lutego 2019   | ISBN 978-4-06-514461-9 |
| 3  | 9 grudnia 2019  | ISBN 978-4-06-517763-1 |
| 4  | 8 stycznia 2021 | ISBN 978-4-06-520833-5 |

Hataraku saibō BLACK
Hataraku saibō BLACK (jap. はたらかない細胞BLACK) to kolejny spin-off, autorstwa Shigemitsu Harady z ilustracjami Isseia Hatsuyoshiego i pod nadzorem Shimizu; osadzony w „czarnym” środowisku ciała człowieka prowadzącego niezdrowy tryb życia. Publikowany jest w magazynie Weekly Morning od 7 czerwca 2018 roku.
| Nr | Data wydania         | ISBN                   |
| -- | -------------------- | ---------------------- |
| 1  | 9 lipca 2018         | ISBN 978-4-06-512067-5 |
| 2  | 21 września 2018     | ISBN 978-4-06-512760-5 |
| 3  | 22 lutego 2019       | ISBN 978-4-06-514640-8 |
| 4  | 21 czerwca 2019      | ISBN 978-4-06-516113-5 |
| 5  | 23 października 2019 | ISBN 978-4-06-517225-4 |
| 6  | 23 kwietnia 2020     | ISBN 978-4-06-519207-8 |
| 7  | 23 września 2020     | ISBN 978-4-06-520716-1 |
| 8  | 22 lutego 2021       | ISBN 978-4-06-522343-7 |

Hataraku saibō Friend
Hataraku saibō Friend (jap. はたらく細胞フレンド) to spin-off autorstwa Kanny Kurono z ilustracjami Mio Izumi; seria, która koncentruje się wokół Killer T Cell, która jest normalnie surowa wobec siebie i innych, ale w wolnym czasie chce się bawić. Pierwszy rozdział ukazał się w magazynie Bessatsu Friend 12 stycznia 2019 roku.
| Nr | Data wydania     | ISBN                   |
| -- | ---------------- | ---------------------- |
| 1  | 7 czerwca 2019   | ISBN 978-4-06-515522-6 |
| 2  | 7 listopada 2019 | ISBN 978-4-06-517636-8 |
| 3  | 9 marca 2020     | ISBN 978-4-06-518909-2 |
| 4  | 13 lipca 2020    | ISBN 978-4-06-520155-8 |
| 5  | 13 stycznia 2021 | ISBN 978-4-06-522041-2 |
| 6  | 13 maja 2021     | ISBN 978-4-06-523220-0 |

Hataraku kesshōban-chan
Hataraku kesshōban-chan (jap. はたらく血小板ちゃん) to spin-off autorstwa Yūko Kakihary i zilustrowany przez Yasu. Jest publikowany w magazynie Gekkan Shōnen Sirius od 25 maja 2019 roku.
| Nr | Data wydania    | ISBN                   |
| -- | --------------- | ---------------------- |
| 1  | 9 stycznia 2020 | ISBN 978-4-06-518185-0 |
| 2  | 9 czerwca 2020  | ISBN 978-4-06-519798-1 |
| 3  | 9 grudnia 2020  | ISBN 978-4-06-521697-2 |
| 4  | 6 czerwca 2021  | ISBN 978-4-06-523704-5 |

Hataraku saibō BABY
Hataraku saibō BABY (jap. はたらく細胞ＢＡＢＹ) to manga autorstwa Yasuhiro Fukudy skupiająca się na komórkach wewnątrz ciała dziecka 40 tygodni od jego poczęcia i zbliżającego się porodu. Pierwszy rozdział został wydany w 45. numerze Weekly Morning, 17 października 2019 roku.
| Nr | Data wydania         | ISBN                   |
| -- | -------------------- | ---------------------- |
| 1  | 9 stycznia 2020      | ISBN 978-4-06-518231-4 |
| 2  | 20 lipca 2020        | ISBN 978-4-06-519640-3 |
| 3  | 22 lutego 2021       | ISBN 978-4-06-522344-4 |
| 4  | 21 października 2021 | ISBN 978-4-06-524975-8 |

Hataraku saibō LADY
Hataraku saibō LADY (jap. はたらく細胞ＬＡＤＹ) to manga napisana przez Shigemitsu Haradę i zilustrowana przez Akari Otokawę, skupia się na komórkach w ciele dorosłej kobiety. Publikowana jest w magazynie Monthly Morning Two od 22 stycznia 2020 roku.
| Nr | Data wydania    | ISBN                   |
| -- | --------------- | ---------------------- |
| 1  | 20 lipca 2020   | ISBN 978-4-06-519908-4 |
| 2  | 22 lutego 2021  | ISBN 978-4-06-521937-9 |
| 3  | 23 czerwca 2021 | ISBN 978-4-06-523599-7 |

Hataraku saibō WHITE
Hataraku saibō WHITE (jap. はたらく細胞WHITE) to manga autorstwa Tetsujiego Kanie, jej głównym bohaterem jest biała krwinka U-1146. Pierwszy rozdział ukazał się w grudniowym numerze miesięcznika Gekkan Shōnen Sirius z 2020 roku.
| Nr | Data wydania    | ISBN                   |
| -- | --------------- | ---------------------- |
| 1  | 9 lutego 2021   | ISBN 978-4-06-522323-9 |
| 2  | 9 września 2021 | ISBN 978-4-06-524873-7 |

Hataraku saikin Neo
Hataraku saikin Neo (jap. はたらく細菌Ｎｅｏ) to manga autorstwa Haruyukiego Yoshidy. Pierwszy rozdział ukazał się w lutowym numerze miesięcznika Nakayoshi wydanym 28 grudnia 2020 roku.
| Nr | Data wydania   | ISBN                   |
| -- | -------------- | ---------------------- |
| 1  | 22 lutego 2021 | ISBN 978-4-06-522665-0 |

## Anime
Adaptacja anime została zapowiedziana w styczniu 2018 roku. Serial został wyreżyserowany przez Ken’ichiego Suzuki, wyprodukowany przez studion David Production, a scenariusze napisali Suzuki i Yūko Kakihara. Za projekty postaci odpowiadał Takahiko Yoshida. Muzykę serialu skomponowali Ken’ichirō Suehiro i MAYUKO. Serial anime miał swoją premierę 8 lipca 2018 roku na Tokyo MX i innych kanałach. Serial miał 13 odcinków. Motywem otwierającym jest „Mission! Ken - Kō - Dai - Ichi” (jap. ミッション！ 健・康・第・イチ Misshon! Ken - Kō - Dai - Ichi; ang. „Mission! Health Comes First”) w wykonaniu Kany Hanazawy, Tomoaki Maeno, Daisuke Ono i Kikuko Inoue, podczas gdy motywem końcowym jest „CheerS” w wykonaniu ClariS. Specjalny odcinek miał swoją premierę 27 grudnia 2018 roku.
23 marca 2019 roku przez oficjalne konto na Twitterze ogłoszono, że serial otrzyma drugi sezon. Hataraku saibō!! (jap. はたらく細胞!!) miał swoją premierę 9 stycznia 2021 roku. Główny personel David Production powrócił do produkcji drugiego sezonu, z wyjątkiem reżysera Ken’ichiego Suzukiego, którego zastąpił reżyser Hirofumi Ogura. Motywem otwierającym jest „Go! Go! Saibō Festa!” (jap. GO!GO!細胞フェスタ) wykonany przez głównych członków obsady, a tematem końcowym jest „Fight!!” ClariS.
W kwietniu 2020 roku w 20 numerze magazynu Morning ujawniono, że adaptacja mangi Hataraku saibō BLACK jest w produkcji. Serial miał swoją premierę 9 stycznia 2021 roku. Serial wyreżyserował Hideyo Yamamoto ze scenariuszem Hayashiego Mori. Yūgo Kanno skomponował muzykę, Eiji Akibo zaprojektował postacie, a studio Liden Films odpowiadało za produkcję serialu. Motywem otwierającym jest „Hashire!” (jap. 走れ) (With Seiya Yamasaki (Kyūso Nekokami)), natomiast motywem końcowym jest „Ue o mukaite hakobō with Sekkekkyū / Hakkekkyū”, obie wykonane przez Polysics. 

### Lista odcinków

#### Hataraku saibō– sezon 1
| Nr         | Tytuł | Premiera         |
| ---------- | --- | ---------------- |
| 1          | Haienkyūkin (肺炎球菌, pl. Pneumokoki)                                                                            | 7 lipca 2018     |
| 2          | Surikizu (すり傷, pl. Zadrapanie)                                                                                 | 14 lipca 2018    |
| 3          | Influenza Infuruenza (インフルエンザ, pl. Grypa)                                                                  | 21 lipca 2018    |
| 4          | Shokuchūdoku (食中毒, pl. Zatrucie pokarmowe)                                                                     | 28 lipca 2018    |
| 5          | Sugikafun Allergy Sugikafun Arerugī (スギ花粉アレルギー, pl. Alergia na pyłki sugi)                               | 4 sierpnia 2018  |
| 6          | Sekigakyū to kotsuzuikyū (赤芽球と骨髄球, pl. Erytroblast i mielocyt)                                             | 11 sierpnia 2018 |
| 7          | Gan saibō (がん細胞, pl. Komórka rakowa)                                                                          | 18 sierpnia 2018 |
| 8          | Ketsueki junkan (血液循環, pl. Krążenie krwi)                                                                     | 25 sierpnia 2018 |
| 9          | Kyōsen saibō (胸腺細胞, pl. Tymocyt)                                                                              | 1 września 2018  |
| 10         | Ōshoku budō kyūkin (胸腺細胞, pl. Gronkowiec złocisty)                                                            | 8 września 2018  |
| 11         | Netchūshō (熱中症, pl. Hipertermia)                                                                               | 15 września 2018 |
| 12         | Shukketsusei Shock (Zenpen) Shukketsusei Shokku (Zenpen) (出血性ショック(前編), pl. Wstrząs krwotoczny (część 1)) | 22 września 2018 |
| 13         | Shukketsusei Shock (Kōhen) Shukketsusei Shokku (Kōhen) (出血性ショック(後編), pl. Wstrząs krwotoczny (część 2))   | 29 września 2018 |
| Specjalny  | Kaze shōkōgun (風邪症候群)                                                                                        | 26 grudnia 2018  |
| 11.5 (ONA) | Netchūshō ~Moshimo pokari suetto ga attara~ (熱中症～もしもポカリスエットがあったら～)                            | 7 lipca 2019     |

#### Hataraku saibō!!– sezon 2
| Nr | Tytuł | Premiera         |
| -- | --- | ---------------- |
| 1  | Tankobu (たんこぶ, pl. Guz)                                                                                              | 9 stycznia 2021  |
| 2  | Kakutoku men'eki / Peyer-ban Kakutoku men'eki / Paieru-ban (獲得免疫 / パイエル板, pl. Odporność swoista / Kępka Peyera) | 16 stycznia 2021 |
| 3  | Dengu netsu / Nikibi (デング熱 / ニキビ, pl. Denga / Trądzik)                                                            | 23 stycznia 2021 |
| 4  | Pirorikin / Kōgen hen’i (ピロリ菌 / 抗原変異, pl. Helicobacter pylori / Zmienność antygenowa)                            | 30 stycznia 2021 |
| 5  | Cytokines Saitokain (サイトカイン, pl. Cytokin)                                                                          | 6 lutego 2021    |
| 6  | Akudamakin (悪玉菌, pl. Złe bakterie)                                                                                    | 13 lutego 2021   |
| 7  | Gan saibō Two (Zenpen) Gan saibō Tsū (Zenpen) (がん細胞Ⅱ（前編）, pl. Komórka rakowa II, cz. pierwsza)                   | 20 lutego 2021   |
| 8  | Gan saibō Two (Kōhen) Gan saibō Tsū (Kōhen) (がん細胞Ⅱ（後編）, pl. Komórka rakowa II, cz. druga)                        | 27 lutego 2021   |

#### Hataraku saibō BLACK
| Nr | Tytuł | Premiera         |
| -- | --- | ---------------- |
| 1  | Kitsuen, saikin, owari no hajimari. (喫煙、細菌、終わりの始まり。, pl. Palenie, bakterie, początek końca.) | 9 stycznia 2021  |
| 2  | Kanzō, arukōru, hokori. (肝臓、アルコール、誇り。, pl. Wątroba, alkohol, duma.)                            | 16 stycznia 2021 |
| 3  | Kōfun, bōchō, kyomu. (興奮、膨張、虚無。)                                                                  | 19 stycznia 2021 |
| 4  | Saizensen, rinkin, kattō. (最前線、淋菌、葛藤。)                                                           | 19 stycznia 2021 |
| 5  | Kajū rōdō, datsumō, sakuran. (過重労働、脱毛、錯乱。)                                                      | 23 stycznia 2021 |
| 6  | Jinzō, nyōro kesseki, namida. (腎臓、尿路結石、涙。)                                                       | 30 stycznia 2021 |
| 7  | Kafein, yūwaku, shitto. (カフェイン、誘惑、嫉妬。)                                                         | 6 lutego 2021    |
| 8  | Fukurahagi, haikessen, kiten. (ふくらはぎ、肺血栓、機転。)                                                 | 13 lutego 2021   |
| 9  | Ihen, mizumushi, hataraku imi. (異変、水虫、働く意味。)                                                    | 20 lutego 2021   |
| 10 | Ikaiyō, yūjō, sōshitsu. (胃潰瘍、友情、喪失。)                                                             | 27 lutego 2021   |
| 11 | Jibōjiki, tsūfū, hanran. (自暴自棄、痛風、反乱。)                                                          | 6 marca 2021     |
| 12 | Fukki, shinzō, shūen. (復帰、心臓、終焉。)                                                                 | 13 marca 2021    |
| 13 | Shinkinkōsoku, sosei, henka. (心筋梗塞、蘇生、変化。)                                                      | 20 marca 2021    |

## Film animowany
Kinowy film anime, zatytułowany Hataraku saibō!! Saikyō no teki, futatabi. Karada no naka wa "chō" ōsawagi! (jap. はたらく細胞!!最強の敵、再び。体の中は“腸”大騒ぎ!) został zapowiedziany 4 lipca 2020 roku. Główny personel David Production również był odpowiedzialny za produkcję filmu, z wyjątkiem reżysera Ken’ichiego Suzuki, którego zastąpił reżyser Hirofumi Ogura. Film miał premierę 5 września 2020 roku.

## Light novel
Adaptacja w postaci light novel, zatytułowana Shōsetsu hataraku saibō (jap. 小説 はたらく細胞), została opublikowana 12 lipca 2018 roku nakładem Kōdansha. Została napisana przez Yui Tokiumi i zilustrowana przez Akane Shimizu.
Lista powieści
1. Shōsetsu hataraku saibō (jap. 小説 はたらく細胞) (12.07.2018, ISBN 978-4-06-511718-7)[72]
2. Shōsetsu hataraku saibō 2 (jap. 小説 はたらく細胞 2) (25.07.2019, ISBN 978-4-06-516457-0)[73]
3. Shōsetsu hataraku saibō 3 (jap. 小説 はたらく細胞 3) (21.05.2020, ISBN 978-4-06-519250-4)[74]